# Echano (Navarra)
Echano (Etxano en euskera y oficialmente) es un despoblado español del municipio de Olóriz, perteneciente a la Comunidad Foral de Navarra.

## Historia
Hacia mediados del siglo XIX, el lugar estaba ya despoblado. Aparece descrito en el séptimo volumen del Diccionario geográfico-estadístico-histórico de España y sus posesiones de Ultramar de Pascual Madoz con las siguientes palabras:

ECHANO: desp. en la prov. de Navarra, part. jud. de Tafalla, térm. jurisd. de Oloriz (1/2 leg.) sit. entre barrancos. El terreno es arcilloso y calizo, le cruza en direccion O. el arroyo de su nombre; tiene monte encinal de donde se surten de leña varios pueblos, matorrales de sauces y yerbas aromáticas; hay solamente 200 robadas de tierra cultivo. Los caminos que le atraviesan se encuentran en mal estado. prod.: trigo, cebada, avena, maiz y patatas; cria ganado lanar y cabrio, y caza de perdices, palomas, venados y liebres.
(Madoz, 1847, p. 441)

## Patrimonio
En el lugar se encuentra la ermita de San Pedro de Echano.